# タイ軍事クーデター (2006年)

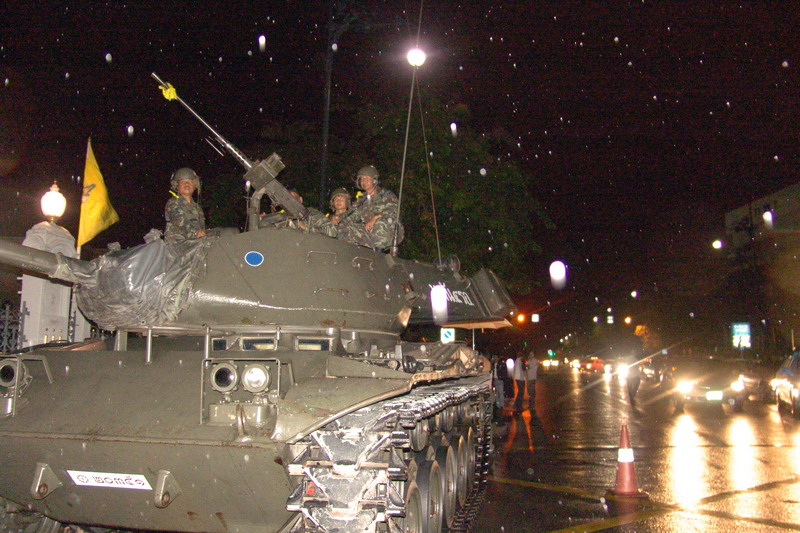
バンコク中心部を占拠する反乱軍の戦車部隊

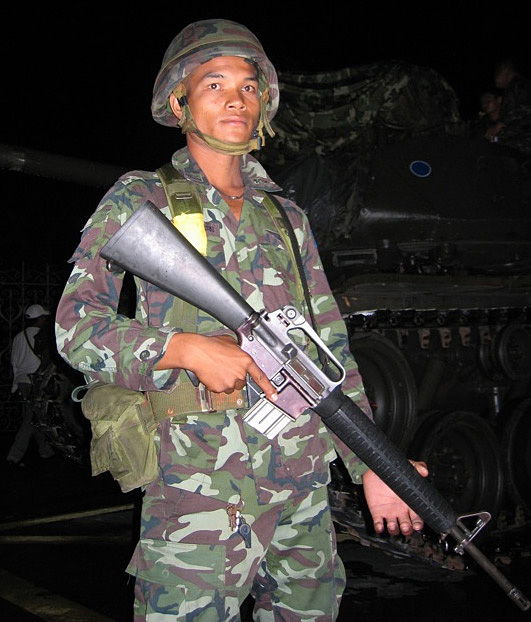
バンコクの街路においてM16ライフルを持ち警戒にあたる反乱軍兵士

タイ軍事クーデター（タイぐんじクーデター）は、2006年9月19日、タイ王国軍の反タクシン派将校が下士官・兵士を率いて、タクシン政権を倒した軍事クーデター事件。

## 概要
9月19日の午後、十数台の戦車がバンコク中心部一帯と政治・行政の中枢部を包囲し、約50名の兵士が政府庁舎内に入り、これを占拠した。
クーデター発生時、国連本部において開催される国連総会に出席するため、ニューヨークを訪問中であったタクシン・シナワット首相は、この一報を聞くと即座に陸軍総司令官のソンティ・ブンヤラットカリンを解任し、ルアンロー国軍最高司令官に対しクーデターへの対処を指示した。しかし、これを抑えきれることはできず、ルアンロー国軍最高司令官もクーデターに加わり、警察もこれに参加したことにより、無血クーデターは成功した。
クーデターを指揮していると見られるソンティ司令官は、国軍を統帥している国王ラーマ9世に忠誠を誓い、20日未明、憲法を停止して戒厳令を全国に布告した上で、軍事政権が全権を掌握したと発表した。
タクシン首相は、クーデターにより帰国できなくなり、外遊先のニューヨークから私邸のあるロンドンに入り、これ以降事実上の亡命生活に入った。
クーデターの結果、粛軍の名目でタクシン派は一掃され、クーデター以後は軍部の政治的発言権が増大し、文民統制が及ばなくなった。

## 背景

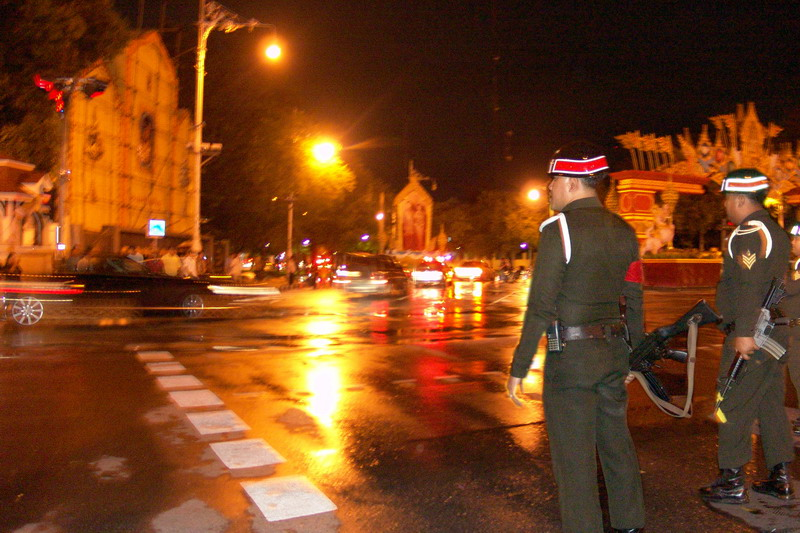
クーデターでバンコク中心部を警護する反乱軍兵士

タクシン・シナワット首相は地方を中心とする国民の支持のもと、地方の近代化を強力に推し進めた。タクシン首相は経済格差の是正や低所得者への富の平等な分配などを目指して既得権益に切り込んだ大胆な政策を行ったため、政権に対する特権階級からの不満が急速に高まった。
2006年1月に、タクシン・チナワット首相の親族による株式インサイダー取引疑惑が発覚し、一挙に政治不信が伝統的特権階級の間で増大し、これに都市部の中流階級も加勢した。また、タクシンは就任当時から汚職の疑いが多数もたれていた。このため、タクシン政権は人民代表院（下院）を解散して再選挙を行うという手を打ったが、主要野党が出馬をボイコットしたため、法服貴族によって構成されている憲法裁判所が選挙無効を宣言した。
下院総選挙後にタクシン首相は退陣する意向を示したが、そののち公務に復帰し、反タクシン派からの反発を買った。
2006年8月には、陸軍幹部による首相暗殺未遂事件が発覚。この頃から、軍内部では、クーデターによる国家改造を否定し政財界に接近するタクシン首相派と、国王中心の国体史上主義を信奉する反タクシン首相派との間に分かれていることも同時に発覚した。
当時のルアンロー国軍最高司令官は、「王室を巻き込むのは我慢の限界」との旨を表し、タクシンに対してかソンティに対してかを明言せずに、「何かあるかもしれない」と何らかの形で軍隊が政治に介入する旨を示していた。ただし、実質の最高権力者であったソンティ陸軍司令官は当時、陸軍がクーデターを起こすことはないと明言していた。
しかし、反首相派は、国王に全幅の忠誠を誓ったうえで、2006年9月19日に軍事クーデターを決行した。この時、タクシン首相はアメリカ合衆国、ニューヨークの国連本部で開かれていた国連総会に出席するため同地に滞在しており、首相の不在を狙った計画的クーデターとの観測が流れた。

## 国際社会の反応
- 国際連合

国連では、総会中の出来事であったため、緊急にこの問題を取り上げることとなった。
ルイーズ・アルブール国連人権高等弁務官は、ソンティ陸軍司令官などが軍政を敷いて統治権を掌握したことについて、9月25日に声明を発表し、クーデターで軍部が設置した「民主主義統治改革評議会」（CDRM）が憲法を停止して国会を解散、憲法裁判所の権限を停止したことを批判し、CDRMが戒厳令下で様々な命令を発し、それらが表現の自由、集会の自由、および恣意的な逮捕・拘束からの自由などの多くの基本的人権を制限しているとして、基本的な人権と自由の尊重を確保することを求めた。
- アメリカ合衆国

アメリカ政府は、クーデター発覚後声明を出し、平和的に問題が解決され、直ちに文民による民主的な政府への復帰を目指すよう働きかけた。
- 日本

麻生太郎外務大臣が談話を発表し、ソンティ陸軍司令官を議長とする「民主主義統治改革評議会」が国家の統治権を奪う事態が発生したことを批判し、速やかに状況が正常化し、民主的な政治体制が回復されることを強く求めた。

## 影響
- 日本

外務省や現地の日本人会は、タイ在住の日本人や旅行者に冷静に対応するよう呼びかけ、外務省は渡航安全情報を出し、旅行者に渡航の是非を考えるよう情報を出した。
バンコク日本人学校は臨時休校になり、タイに進出している企業の中には、工場の操業を戒厳令発令中は取りやめたりしていたが、事態の沈静化を受け、観光、業務渡航は通常通りに戻った。
- アイドルグループ 『嵐』 が、10月に開かれる「日タイ修好120周年記念プレイベント」に出演する予定だったが、このクーデターにより、開催が中止される事態となった。